# 尤丽叶·施米特
尤丽叶·施米特（德語：Julie Schmitt，1913年4月6日—2002年12月10日），德国女子竞技体操运动员。她曾代表德国参加1936年夏季奥林匹克运动会体操比赛，获得女子团体全能金牌。